# Frustration (groupe)
Pour les articles homonymes, voir Frustration (homonymie).
Frustration est un groupe de punk rock français, originaire de la région parisienne.

## Biographie
Frustration est formé en 2002 par Fabrice Gilbert, ancien des Teckels (chant), Emmanuel Blevarque (basse), Fred Campo (claviers), Nicus Duteil (guitare), et Mark Adolf (batterie). Le groupe publie un premier EP homonyme en 2004. Ils signent au label Born Bad Records, et publient, deux ans plus tard, leur premier album studio, Full of Sorrow, en 2006. En 2008, ils publient leur deuxième album studio, Relax, qui se caractérise par des sons teintés électro. À cette période, le groupe partage la scène avec Charles De Goal.
En 2016, ils publient un 45 tours intitulé Autour de toi, qui comprend leur première chanson en français. En octobre de la même année, ils sortent un nouvel album studio intitulé Empires of Shame, toujours chez Born Bad Records,. En mars 2024,  le groupe sort Our Decisions son 6em disque.
En 2023, Frustration fait la première partie de Public Image Limited, le groupe de l'ex-chanteur des Sex Pistols Johnny Rotten.
Nicus le guitariste joue également dans Warum Joe et Tempomat, avec aussi Fred campo qui officie aux claviers dans Frustration, Pat D. quant à lui  Last Night et Règlement

## Style musical
Le groupe marie des sons électroniques avec une rythmique punk, et installe une ambiance allant du dansant à l'oppressif. Il se distingue par des ruptures de rythme et de longs solos sans paroles durant lesquels le morceau progresse par variations sur la guitare et la batterie.
Le groupe produit une musique aux influences new wave et post-punk. Le titre Blind extrait du mini-LP Full Of Sorrow a été repris dans la bande originale du film La guerre est déclarée de Valérie Donzelli en 2011,. Le nouvel album du groupe intitulé Uncivilized est sorti au début de l'année 2013, avec une pochette signée du graphiste Baldo.

## Membres

### Membres actuels
- Fabrice Gilbert - chant (depuis 2002)
- Mark Adolf - batterie (depuis 2002)
- Fred Campo - claviers (depuis 2002)
- Pat D - basse (depuis 2014)
- Nicus Duteil - guitare

### Ancien membre
- Emmanuel Blevarque - basse